# Роман Олегович
Роман Олегович, благовірний князь Рязанський († 1270 р., Золота Орда) — руський рязанський князь, православний святий та мученик. Походив з роду князів, які під час татарського іга прославилися як захисники християнської віри і вітчизни. Обоє його дідів померли за вітчизну у битві з Батиєм.
Вихований у любові до своєї віри та своєї батьківщини, князь усіма силами піклувався про спустошених та пригнічених підданих. захищав їх від грабежів та нсилля ханських баскаків (збірників данини). Баскаки возненавиділи святого Романа і навели на нього наклеп пред татарським ханом Менгу-Тімуром щодо зневажання ханської віри. Святий князь був викликаний до Орди, де твердо сповідував себе християнином і через це був підданий жахливим знущанням, після яких страждальцю відсікли голову. Це сталося у 1270 році. Шанування благовірного князя-мученика почалося відразу ж після його смерті.
- 1 серпня — день пам'яті Романа Олеговича у православній церкві